# هاویلا (کالیفرنیا)
هاویلا (به انگلیسی: Havilah) یک منطقهٔ مسکونی در ایالات متحده آمریکا است که در شهرستان کرن، کالیفرنیا واقع شده‌است. هاویلا ۹۵۶ متر بالاتر از سطح دریا واقع شده‌است.